# Budismo Won
El budismo Wŏn (del coreano: 원불교) es una forma modernizada de Budismo que busca hacer posible la iluminación para todas las personas y de forma aplicable a una forma de vida corriente.
Las escrituras se simplifican de forma que son fáciles de entender y sus aplicaciones en la vida son claras. La práctica         (Bhavana) se simplifica para que cada persona, independientemente de su riqueza, ocupación y otras condiciones de vida externas, pueda llevarlo a cabo y las prácticas que se consideran fuera de contexto temporal o innecesarias, desaparecen.
Debido a ello, se ve como un nuevo movimiento religioso o una forma de practicar el budismo.

## Escrituras
Las escrituras principales del budismo Won son El libro principal del budismo Won (Wonbulgyo chongjon) y El discurso de las palabras del Dharma del gran maestro  (Daejonggyeong).

## Relación con otras filosofías
El Won puede considerarse una amalgama de confucianismo, taoísmo y varias denominaciones budistas.

## Traducciones
El nombre proviene de los términos coreanos 원/圓 won ("círculo") y 불교/佛敎 bulgyo ("budismo"), significando literalmente "budismo redondo" o "budismo consumado".
Por consumado, los budistas Won consideran la incorporación de pensamientos de diferentes escuelas budistas en su doctrina; algunas escuelas focalizan sobre todo en la práctica de la meditación (samādhi), otras son devotas del estudio de las escrituras (prajñā), y otras sólo tienen en cuenta sus propios preceptos (śīla): el budismo Won incorpora las tres en su práctica diaria.